# Von London nach New York
Von London nach New York ist ein Lied der deutschen Pop- und Schlagersängerin Vanessa Mai aus dem Jahr 2025.

## Entstehung und Artwork
Das Lied wurde von der Interpretin selbst, zusammen mit den Koautoren Matthias Zürkler (B-Case) sowie dem Brüderpaar Christoph und Daniel Cronauer, geschrieben. Die Koautoren B-Case und Christoph Cronauer zeichneten zudem auch für die Produktion verantwortlich. B-Case war darüber hinaus für die Abmischung des Liedes zuständig. Das Mastering erfolgte durch das Team vom Mixcube Studio aus Österreich.
Vanessa Mai kehrt hierbei, nach zwischenzeitlich zwei veröffentlichten Alben, zu ihren alten Autoren und Produzenten B-Case, Christoph- und Daniel Cronauer zurück. Alle drei arbeiteten bereits in den Jahren 2019 bis 2022 mit ihr zusammen, zumeist auch in gemeinsamer Funktion. Aus der Zusammenarbeit gingen die Alben Für immer (Januar 2020), Mai Tai (März 2021), Metamorphose (August 2022), mit diversen Singleauskopplungen wie der Charthit Melatonin (Februar 2022) oder auch die vorangegangenen Singles Himbeerrot (One Kiss) (September 2024) und Lobby (November 2024), hervor.
Auf dem Frontcover der Single ist – neben Liedtitel und Interpretenangabe – Vanessa Mai zu sehen, die auf der Rückenlehne eines Cabriolet sitzt und den Blick dabei leicht nach oben gerichtet hat, während sie ihren rechten Arm in Richtung des Himmels streckt. Sie trägt dabei eine rote Leggins, ein weißes Oberteil, das am Bauch so hochgekrempelt wurde, das Teile des roten BHs darunter herausschauen. Das Bild entstand bei den Dreharbeiten zum Musikvideo der Single Himbeerrot (One Kiss), wo sie das gleiche Outfit trägt. Die Fotografie ist von der Leipziger Fotografin Sandra Ludewig, die in der Vergangenheit schon diverse Fotoshootings mit Mai durchführte.

## Veröffentlichung und Promotion
Die Erstveröffentlichung von Von London nach New York erfolgte als Single am 31. Januar 2025. Diese erschien als digitaler Einzeltrack zum Download und Streaming bei Warner Music. Warner Music war zugleich auch für den Vertrieb zuständig, während das Lied durch AFM Publishing, Budde Music Publishing, Edition Djorkaeff Beatzarre, Edition Teamscore, Edition Vanessa Mai sowie Fisherman Songs verlegt wurde. Am 28. Februar 2025 erschien ein „Dance Mix“ als digitaler Einzeltrack.
Erste Anzeichen für eine neue Veröffentlichung gab es bereits Ende 2024, als Mai selbst einen Teaser hierzu in einem Jahresrückblick präsentierte. Erstmals angekündigt wurde die Veröffentlichung am 27. Januar 2025, als Mai selbst über die sozialen Medien eine „Story“ mit dem Kommentar „Neues Lied“ hochlud und dabei gleich den Titel und das Veröffentlichungsdatum bekannt gab. Um das Lied zu bewerben, erfolgte unter anderem ein Liveauftritt zur Hauptsendezeit in der Giovanni Zarrella Show des ZDFs am 15. Februar 2025.

## Inhalt
| „Von London nach New York, Babe, ich folge dir an jeden Ort. Sag nur ein Wort und ich bleib’, du bist überall meine Eins. Lass nach London und New York, mit dir bin ich so wie neugebor’n. Deine Augen, deine Signs, du bist überall meine Eins.“ – Refrain, Originalauszug | Der Liedtext zu Von London nach New York ist in deutscher Sprache verfasst, beinhaltet jedoch diverse Anglizismen, wie unter anderem im Refrain: „Babe“ (englisch für „Liebling“) oder auch „Signs“ (englisch für „Zeichen“). In den Strophen selbst findet man die Anglizismen „No Problems“ (englisch für „Keine Probleme“) und „Special Thing“ (englisch für „Besondere Sache“). Die Musik und der Text wurden gemeinsam von B-Case, Christoph- und Daniel Cronauer sowie Vanessa Mai in cis-Moll mit 110 Schläge pro Minute komponiert beziehungsweise getextet. Musikalisch und stilistisch bewegt sich das Lied in den Bereichen der Popmusik und des Schlagers. |

Inhaltlich geht es in Von London nach New York darum, mit „lieben Menschen auf Reisen zu sein“; Vanessa Mai selbst beschrieb es wie folgt: „Der Song macht mir einfach unglaublich viel Spaß. Ich liebe das Gefühl, mit lieben Menschen auf Reisen zu sein und am meisten bin ich natürlich mit meinem Mann Andreas unterwegs. Wir sind ein richtig gutes Team und der Song fasst dieses Gefühl einfach perfekt zusammen“.
Aufgebaut ist das Lied auf zwei Strophen, einem Refrain und einem Outro. Es beginnt mit der ersten Strophe, die als Sechszeiler verfasst wurde. An diese schließt sich zunächst der sogenannte Prechorus mit seinen vier Zeilen an, ehe der eigentliche Refrain einsetzt. Der Refrain ist als Achtzeiler geschrieben, der sich aus einem sich wiederholenden Vierzeiler zusammensetzt. Der gleiche Aufbau wiederholt sich mit der zweiten Strophe, allerdings wird der zweite Refrain in verkürzter Fassung darboten. Auf diesen folgte das Outro, mit dem das Lied endet, der lediglich zweimal die Refrain-Abschlusszeile „Du bist überall meine Eins“ wiederholt. Neben dem Hauptgesang von Mai, ist im Hintergrund die Stimme von Christoph Cronauer zu hören.

## Mitwirkende
| Liedproduktion - Christoph Cronauer: Begleitgesang, Komposition, Liedtext, Musikproduktion - Daniel Cronauer: Komposition, Liedtext - Vanessa Mai: Gesang, Komposition, Liedtext - Mixcube Studio: Mastering - Matthias Zürkler (B-Case): Abmischung, Komposition, Liedtext, Musikproduktion Visualisierung - Sandra Ludewig: Fotografie | Unternehmen - AFM Publishing: Musikverlag - Budde Music Publishing: Musikverlag - Edition Djorkaeff Beatzarre: Musikverlag - Edition Teamscore: Musikverlag - Edition Vanessa Mai: Musikverlag - Fisherman Songs: Musikverlag - Warner Music: Musiklabel, Vertrieb |

## Rezensionen
Die Online-Redaktion des täglichen Unterhaltungsmagazins Schmusa stufte Von London nach New York als „Hörenswert“ ein. Die Sängerin bleibe mit dieser Veröffentlichung ganz ihrer Linie treu: „Sie ist authentisch, vielseitig und lässt sich nicht in ein starres Image zwängen“. Das Lied sei die perfekte Mischung aus eingängigem Pop und modernen Schlager-Elementen. Musikalisch bringe es eine erfrischende Leichtigkeit mit sich. Die Melodie gehe sofort ins Ohr und ziehe die Zuhörer auf eine Reise durch pulsierende Großstädte. Der Titel selbst klinge fast wie eine Hymne der Freiheit, die im Einklang mit Mais eigener Botschaft stehe: „sich nicht verbiegen zu lassen und den eigenen Weg zu gehen – sowohl auf der Bühne als auch im Leben“. Mit Von London nach New York setze die Sängerin einmal mehr ein starkes Statement: „Sie ist nicht nur eine der erfolgreichsten Künstlerinnen Deutschlands, sondern auch eine, die es versteht, sich stets weiterzuentwickeln, ohne sich dabei zu verlieren“. Ihre Musik ein Spiegel ihrer Persönlichkeit – facettenreich, unerschrocken und voller Energie.
Stephan Imming von den Schlagerprofis ist der Meinung, dass das Lied einen auf eine Reise der Gefühle mitnehme. Getragen von einer schwebend leichten, „Tropical-inspirierten“ Produktion vertreibe Von London nach New York jede Winterdepression.

## Chartplatzierungen
Von London nach New York verfehlte den Einstieg in die Singlecharts, konnte sich jedoch am 21. März 2025 auf Rang 25 der wöchentlichen deutschen Konservativ Pop Airplaycharts platzieren.